# إيران وأسلحة الدمار الشامل
إيران وأسلحة الدمار الشامل من المواضيع التي سببت الصراعات بين الجمهورية الإسلامية الإيرانية مع بعض الحكومات الغربية حيث واجهت اتهامات عديدة من قبل هذه الدول متكررا بأنها تحاول التطوير الأسلحة البيولوجية والكيمياوية والنووية، مع أن إيران قد عرفت الأسلحة الدمار الشامل منذ الحرب الإيرانية -العراقية حيث وصل عدد الضحايا إلى أكثر من 100,000 من القوات الإيرانية والمدنيين بالأسلحة الكيميائية خلال1980. وأكدت إيران بأنّ برنامجها لتخصيب اليورانيوم هو حصراً للأغراض السّلمية وإنّها نفت الاتهامات حول تطوير الأسلحة النووية. وفي عام 2003 أصدرت فتوى بتحريم السلاح النووي من قبل المرشد الأعلى للثورة الإسلامية في إيران آية الله علي الخامنئي تعتبر استخدام هذه الأسلحة وسائر صنوف أسلحة الدمار الشامل كالأسلحة الكيمياوية والبيولوجية خطراً حقيقياً على البشرية وبالتالي حرامًا.
وقامت منظمة الوكالة الدولية للطاقة الذرية بإجراء عمليات تفتيش على مختلف المفاعلات النووية الإيرانية عدة مرّات، منها مفاعل أراك في يوليو 2007. ومنشأة فوردو في أكتوبر 2009. كما أكد المدير العام للوكالة الدولية للطاقة الذرية يوكيا أمانو في 10 نوفمبر 2017 علی تنفيذ إيران لالتزاماتها المتصلة بالطاقة النووية بموجب خطة العمل الشاملة المشتركة المتفق عليها في عام 2015، قائلًا إنّ إيران «تخضع الآن لنظام التحقق النووي الأكثر قوة في العالم. وقد وسع مفتشونا إمكانية الوصول إلى المواقع، ولديهم مزيد من المعلومات حول البرنامج النووي الإيراني.»
لا يُعرف عن إيران حاليًا امتلاكها لأسلحة الدمار الشامل، فقد وقعت معاهدات تُنكر فيها امتلاك أسلحة الدمار الشامل بما في ذلك معاهدة حظر الأسلحة البيولوجية ومعاهدة حظر الأسلحة الكيميائية ومعاهدة الحد من انتشار الأسلحة النووية. لدى إيران معرفة مباشرة بآثار أسلحة الدمار الشامل، إذ كان أكثر من 100,000 من القوات الإيرانية والمدنيين ضحيةً للأسلحة الكيميائية أثناء حرب الخليج الأولي في الثمانينيات من القرن الماضي.
أصدر المرشد الأعلى لإيران، آية الله علي خامنئي، بالإضافة إلى رجال دين آخرين، مرسومًا دينيًا عامًا وصريحًا (فتوى) ضد تطوير وإنتاج وتخزين واستخدام الأسلحة النووية، بالرغم من موافقة بعض رجال الدين اليافعين عليها نسبيًا. تحظر الإصدارات الأخيرة من هذه الفتوى «استخدام» الأسلحة النووية فقط، لكنها لا تذكر شيئًا عن إنتاجها. ذكرت إيران أن برنامجها لتخصيب اليورانيوم مُقتصر على الأغراض السلمية فقط. أكدت الوكالة الدولية للطاقة الذرية على عدم تحويل المواد النووية المعلنة في إيران ولكنها قالت أيضًا إنها «تحتاج إلى الثقة في غياب الأبعاد العسكرية المحتملة لبرنامج إيران النووي».
خلص تقرير مشروع ويسكونسن للحد من الأسلحة النووية، والذي أعدّاه لينسي وميلهولين استنادًا إلى بيانات الوكالة الدولية للطاقة الذرية في ديسمبر عام 2014، إلى إمكانية إنتاج إيران كمية كافية من اليورانيوم لصنع أسلحة نووية برأس حربي نووي واحد في 1.7 شهر. أعلنت 16 وكالة للمخابرات الأمريكية، بما في ذلك وكالة المخابرات المركزية في عام 2012، عن متابعة إيران للأبحاث التي قد تُمكنها من إنتاج أسلحة نووية، لكنها لم تحاول القيام بذلك. أعرب كبار الضباط في جميع وكالات المخابرات الأمريكية الكبرى عن عدم وجود دليل قاطع على قيام إيران بأي محاولة لإنتاج أسلحة نووية منذ عام 2003. قدّر مجتمع الاستخبارات الأمريكي في تقديرات المخابرات الوطنية لعام 2007، إنهاء إيران جميع «تصميمات الأسلحة النووية وعمل التسليح» في عام 2003. أعرب وزير الدفاع الأمريكي ليون بانيتا في يناير عام 2012 عن سعي إيران إلى امتلاك أسلحة نووية، لكنها لم تحاول إنتاج أسلحة نووية. قدرت المخابرات الأمريكية في عام 2009 أن النوايا الإيرانية لم تكن معروفة. اعتقدت بعض وكالات المخابرات الأوروبية قيام إيران باستئناف عملها المزعوم لتصميم الأسلحة النووية. قال رئيس الوزراء الروسي فلاديمير بوتين إنه لم يرَ أي دليل على وجود أي برنامج للأسلحة النووية في إيران، بينما قال الرئيس الروسي ديمتري ميدفيديف إن إيران قريبة من امتلاك القدرة على إنتاج أسلحة نووية. طالبت إيران الدول المالكة للأسلحة النووية بنزع السلاح وبأن يكون الشرق الأوسط منطقة خالية من الأسلحة النووية.

## الأسلحة البيولوجية
صدقت إيران على معاهدة حظر الأسلحة البيولوجية في 22 أغسطس عام 1973.
تمتلك إيران برامج متقدمة لبحوث البيولوجيا والهندسة الوراثية والتي تدعم صناعة تنتج لقاحات عالمية للاستخدام المحلي وللتصدير. تعني الطبيعة ذات الاستخدام المزدوج لهذه الإمكانيات أن لدى إيران، مثلها مثل أي بلد، برامج بحثية بيولوجية متقدمة، إذ يمكنها إنتاج عوامل حرب بيولوجية بسهولة.
ادعى تقرير وزارة الخارجية الأمريكية الصادر في عام 2005 بدء إيران العمل في مجال الأسلحة البيولوجية الهجومية خلال حرب الخليج الأولى، ويُمكن لصناعتها البيو-تكنولوجية والبيو-طبية الشرعية الكبيرة «إخفاء قدرات الإنتاج الصناعي لبرنامج الأسلحة البيولوجية المحتمل بسهولة، وإخفاء حيازة معدات العمليات المتعلقة بالأسلحة البيولوجية». ادعى التقرير علاوة عن ذلك «تُشير المعلومات المتاحة عن الأنشطة الإيرانية إلى برنامج هجومي ناضج يتمتع بقدرة سريعة على التطور قد تشمل قريبًا القدرة على إيصال هذه الأسلحة بوسائل متعددة».
تُعرف إيران بامتلاكها العديد من العوامل البيولوجية لأغراض علمية مشروعة، وفقًا لمبادرة التهديد النووي، إذ سلحتها دول أخرى في الماضي، أو يُمكن تسليحها نظريًا. تمتلك إيران إمكانيات بيولوجية كافية للقيام بذلك، على الرغم من زعم تلك الدول عدم محاولة إيران تسليحها.

## الأسلحة الكيميائية

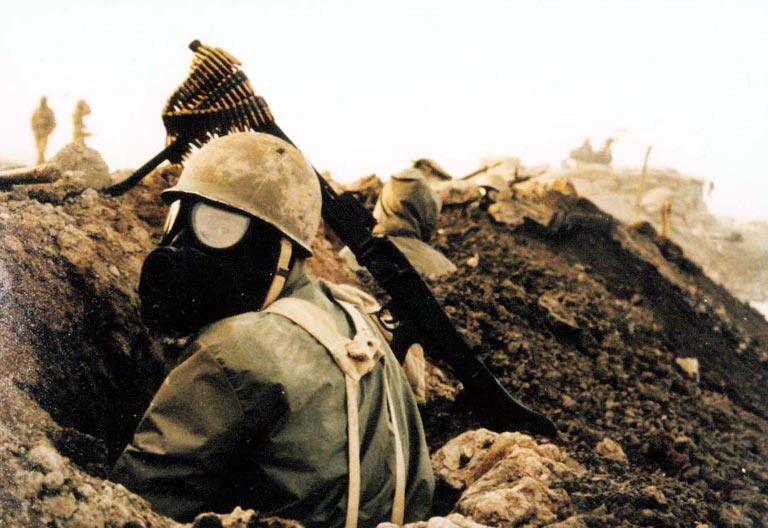
جندي إيراني يرتدي قناع غاز وخوذة M1 أثناء الحرب الإيرانية العراقية

شهدت إيران هجومًا بحرب كيميائية في ساحة المعركة وعانى مئات الآلاف من المصابين، المدنيين والعسكريين على حد سواء، كانت مثل هذه الهجمات خلال حرب الخليج الأولى 1980 - 1988. لم تكن إيران مستعدة تمامًا للحرب الكيميائية ولم يكن لديها حتى أقنعة غاز كافية لقواتها. اضطرت إيران بسبب العقوبات إلى شراء أقنعة الغاز الواقية من كوريا الشمالية أو أقنعة التنفس الصناعي التجارية من الغرب. لم يُعرف عن إيران لجوؤها إلى استخدام الأسلحة الكيميائية ردًا على هجمات الأسلحة الكيميائية العراقية خلال حرب الخليج الأولى على الرغم من أنه يحق لها قانونًا القيام بذلك بموجب المعاهدات الدولية القائمة آنذاك بشأن استخدام الأسلحة الكيميائية والذي يحظر استخدام هذه الأسلحة للمرة الأولى فقط. لا تزال إيران تطور برنامج أسلحة كيميائية خلال الجزء الأخير من هذه الحرب، أعلنت صحيفة نيويورك تايمز في عام 1989 عن بدء إيران حملة كبيرة لإنتاج وتخزين الأسلحة الكيميائية بعد الاتفاق على هدنة مع العراق.
وقعت إيران معاهدة حظر الأسلحة الكيميائية في 13 يناير عام 1993 وصدقت عليها في 3 نوفمبر عام 1997. أقرت الحكومة الإيرانية في الإعلان الرسمي المقدم إلى منظمة حظر الأسلحة الكيميائية بأنها طورت برنامج أسلحة كيميائية في الثمانينيات لكنها أكدت على إيقاف البرنامج وتدمير مخزونات الأسلحة التشغيلية منذ ذلك الحين.
وصف محسن رفيقوست، وزير الحرس الثوري الإيراني في مقابلة مع غاريث بورتر كيفية عرقلة المرشد الأعلى آية الله الخميني مرتين لاقتراحه بالبدء في العمل على الأسلحة النووية والكيميائية على حد سواء، طوال حرب الخليج الأولى التي استمرت ثماني سنوات، لمقاومة الهجمات الكيميائية العراقية، والتي فسرها رفغدوست على أنها فتوى ضد استخدامها وإنتاجها، لأنها صدرت عن «ولاية الفقيه».

## الأسلحة النووية

### التاريخ
بدأ برنامج إيران النووي كنتيجة لتحالف في فترة الحرب الباردة بين الولايات المتحدة الأمريكية وشاه إيران، محمد رضا بهلوي، الذي برز كحليف هام للولايات المتحدة في الخليج الفارسي. وفي ظل برنامج الذرة من أجل السلام، تلقت إيران من الولايات المتحدة الأمريكية منشآت أساسية للأبحاث النووية. بالمقابل، وقعت طهران معاهدة الحد من انتشار الأسلحة النووية في عام 1968. مدعومة بأسعار النفط المرتفعة في السبعينيات من القرن العشرين، سعت إيران إلى شراء منشآت نووية واسعة النطاق من مزودين غربيين من أجل تطوير طاقة نووية ومرافق دورة الوقود لتطبيقات مدنية وربما عسكرية. في شهر مارس من عام 1974، أسس الشاه منظمة الطاقة الذرية الإيرانية. ومع شعورها بخطر متزايد في انتشار نووي، أقنعت الولايات المتحدة حلفاءها الغربيين بالحد من تصدير مرافق دورة الوقود النووي إلى إيران. لم يعر القائد الأعلى آية الله روح الله الخميني، الذي أطاحت ثورته بملكية الشاه في عام 1979 وحكم جمهورية إيران الإسلامية المؤسسة حديثًا حتى وفاته في عام 1989، سوى القليل من الأهمية لتطوير الأسلحة النووية لأنه كان يعتبر الأخيرة اختراعًا غربيًا مثيرًا للريبة. خلال ذلك الوقت، هرب العديد من أبرز العلماء الإيرانيين من البلاد في حين نظمت الولايات المتحدة حملة دولية لمنع أي مساعدة نووية لإيران.
بعد وفاة آية الله الخميني، سعت قيادة الرئيس علي أكبر هاشمي رفسنجاني والقائد الأعلى علي خامنئي خلال التسعينيات من القرن العشرين إلى إحياء برنامج إيران النووي المدني المعلن عنه وتوسيع الأنشطة النووية غير المعلنة. ووفقًا لملف استراتيجي أعده المعهد الدولي للدراسات الاستراتيجية، تخلت إيران عن المزودين الغربيين وباتت تحصل على مساعدة نووية من روسيا والصين في عدد من المسائل الرئيسية، بما في ذلك التنقيب عن اليورانيوم ومعالجته وتحويله، وأيضًا التكنولوجيا لمفاعل أبحاث الماء الثقيل. إلا أن واشنطن تدخلت في موسكو وبكين لمنع إيران من الحصول على قائمتها الكاملة من الطاقة النووية ومرافق دورة الوقود. وشهدت تسعينيات القرن العشرين أيضًا توسيع إيران لأبحاثها النووية السرية إلى تحويل وتخصيب وفصل البلوتونيوم. «وما هو أكثر أهمية، استنادًا إلى مساعدة إضافية في أجهزة الطرد المركزي من شبكة عبر القدير خان، كانت إيران قادرة على البدء ببناء منشآت تخصيب ذات نطاق صناعي وتجريبي في ناتانز قبيل العام 2000». جاء الكشف التام عن أنشطة إيران النووية في عام 2002، حين أعلنت جماعة إيرانية منفية معارضة، المجلس الوطني للمقاومة الإيرانية، عن مشروع ناتانز في شهر أغسطس من ذلك العام. ومنذ ذلك الوقت، بقيت إيران تحت ضغط دولي دائم أعاق التطور النووي للبلاد، دون أن يوقفه. بقيت إيران من الناحية القانونية ملتزمة بمعاهدة الحد من انتشار الأسلحة النووية وأعربت عن دعمها لها.
هناك العديد من التقديرات المختلفة للتاريخ الذي يمكن أن تستطيع فيه إيران إنتاج سلاح نووي، في حال اختارت القيام بذلك:
- توصلت إحدى تقديرات المعهد الدولي للدراسات الاستراتيجية إلى أنه «في حال تخلت إيران عن حذرها وسعت إلى امتلاك سلاح بقدرات نووية بأسرع ما يمكن ودون أي اعتبار لرد الفعل الدولي، فإنها قد تتمكن من إنتاج ما يكفي من اليورانيوم عالي التخصيب لسلاح نووي واحد مع نهاية هذا العقد»، مع افتراض ذلك التقييم أن إيران لن تواجه أية مشكلات تقنية. ومع ذلك، يُختتم ذلك التقرير بأنه من غير المحتمل أن تتجاهل إيران بشكل قاطع ردود الفعل الدولية وأن تطور أسلحة نووية بأي حال.[40]
- ذكرت وثيقة الاستخبارات الوطنية الأمريكية أن إيران على بعد عشر سنوات من صنع سلاح نووي.[41]
- في عام 2006 تحدث رئيس دائرة الاستخبارات الاتحادية الألمانية، إيرنست أوهرلاو، أن طهران لن تكون قادرة على إنتاج ما يكفي من المواد لصنع قنبلة نووية قبل عام 2010 وأنها لن تتمكن من تحويلها إلى سلاح إلا بحلول العام 2015 تقريبًا.[42]
- ذكرت مراجعة سنوية أجراها المعهد الدولي للدراسات الاستراتيجية في لندن في العام 2007 أنه «في حال وحينما تمتلك إيران 3000 جهاز طرد مركزي تعمل بالشكل المطلوب، فإن المعهد الدولي للدراسات الاستراتيجية يقدّر أن الأمر سيستغرق بين 9 و11 شهرًا إضافيًا لإنتاج 25 كيلوغرام من اليورانيوم عالي التخصيب»، وهو ما يكفي لسلاح واحد داخلي الانفجار. وهو أمر ما يزال يبعد اليوم بين عامين وثلاثة أعوام على أقرب تقدير.[43]
- تحدث الرئيس السابق للوكالة الدولية للطاقة الذرية، محمد البرادعي، في 24 من شهر مايو من عام 2007 أن إيران ستحتاج ما بين 3 أعوام و8 أعوام لصنع قنبلة إن اختارت المضي حتى نهاية هذا الطريق.[44]
- في 22 أكتوبر 2007، كرر محمد البرادعي أنه حتى لو افترضنا أن إيران كانت تحاول تطوير قنبلة نووية، فإنها ستحتاج «ما بين 3 سنوات و8 سنوات أخرى لتنجح في ذلك»، وهو تقدير تتبناه «جميع دوائر الاستخبارات».
- في ديسمبر من عام 2007، توصلت وثيقة أعدتها الاستخبارات الوطنية في الولايات المتحدة (وتمثل هذه الوثيقة الرؤية التي تجمع عليها كافة وكالات الاستخبارات الأمريكية البالغ عددها 16 وكالة) «بدرجة عالية من الثقة» إلى أن إيران كانت قد أوقفت برنامج أسلحتها النووية في عام 2003 و«بدرجة متوسطة من الثقة» إلى أن البرنامج بقي مجمدًا مع حلول منتصف العام 2007. وتقول الوثيقة الجديدة أن برنامج التخصيب مع ذلك قد يزود إيران بما يكفي من المواد الأولية لإنتاج سلاح نووي في فترة ما من منتصف العقد التالي، غير أن وكالات الاستخبارات «لا تعلم إذا ما كانت إيران في الوقت الراهن تنوي إلى تطوير أسلحة نووية» في فترة ما في المستقبل.[45] وصرح وزير الخارجية الإيراني منوشهر متكي أن 70٪ من التقرير الأمريكي «صحيح وإيجابي»، إلا أنه نفى الاتهامات بأن إيران كانت تمتلك برنامج أسلحة نووية قبل العام 2003. وتحدثت روسيا بأنه ليس ثمة دليل بأن إيران كانت تدير في أي يوم برنامج أسلحة نووية. وذكر الرئيس السابق للوكالة الدولية للطاقة الذرية، محمد البرادعي، أنه ربما كان قد رأى «بعض الدراسات حول تسلح محتمل»، إلا أنه «لم يرى دليلًا» على «برنامج تسلح نشط» حتى شهر أكتوبر من العام 2007.[46] وقال توماس فينغار، الرئيس السابق لمجلس الاستخبارات الوطنية حتى ديسمبر من العام 2008، في إشارة إلى وثيقة الاستخبارات الوطنية عن إيران في العام 2007 وإلى استخدام الاستخبارات لتخمين الفرص ورسم المستقبل، أن الاستخبارات «تظهر ميلًا متعاظمًا في الفترة الأخيرة للتشديد والمغالاة»، أو «إثارة الضجة» حول النتائج التي توصلت إليها من أجل لفت انتباه الشعب»، وأن وثيقة الاستخبارات الوطنية لعام 2007 كان تهدف إلى إرسال رسالة مفادها أنه «ليس لديكم متسع من الوقت ولكن يبدو أنه لديكم خيار دبلوماسي أو غير عسكري». وثائق الاستخبارات الوطنية هي الحكم المكتوب الأعلى موثوقية في ما يتعلق بقضايا الأمن القومي الذي يعد من قبل رئيس الاستخبارات المركزية.[47][48]

- تحدث رئيس الاستخبارات الوطنية في الولايات المتحدة في شهر فبراير من عام 2009 أنه لن يكون بوسع إيران أن تمتلك عمليًا سلاحًا نوويًا حتى عام 2013، في حال اختارت أن تطور سلاحًا من هذا النوع، وأن الاستخبارات الأمريكية لا تعلم إذا ما كانت إيران تنوي تطوير أسلحة نووية، إلا أنه يعتقد أنه بوسع إيران أن تبقي على الأقل خيار تطويرها خيارًا مفتوحًا. وكان رئيس الموساد أكثر حذرًا، إذ صرح مؤخرًا أن الأمر سيستغرق مع الإيرانيين حتى عام 2014. وذكرت الاستخبارات البريطانية والفرنسية والألمانية أنه بأسوأ الافتراضات فإن الأمر سيستغرق مع الإيران ما لا يقل عن 18 شهرًا لتطوير سلاح نووي إن كانت ترغب بصنعه، وأنه سيتعين عليها أولًا أن تنقي اليورانيوم الذي تمتلكه وأن تحوله إلى سلاح.[49] وذهب مصدر مجهول في دائرة الاستخبارات الأجنبية الألمانية لم تُذكر رتبته أبعد من ذلك وزعم أنه بإمكان إيران أن تنتج قنبلة نووية وأن تجري اختبارًا سريًا في غضون 6 أشهر إن كانت تريد ذلك وأكد أيضًا ان إيران تمتلك دورة تامة لتخصيب اليورانيوم، وأنها تمتلك ما يكفي من أجهزة الطرد المركزي لإنتاج يورانيوم بدرجة سلاح. وتحدث الفيزيائيون أنه في حال اختارت إيران تطوير سلاح نووي، فيتيعن عليها أن تنسحب من معاهدة الحد من انتشار الأسلحة النووية وأن تطرد مفتشي الوكالة الدولية للطاقة الذرية من البلاد. وكان جورج فريدمان، رئيس مركز الاستخبارات العالمي ستراتفور، قد تحدث عن أن إيران ما تزال «على بعد عقود» من تطوير أي قدرات لأسلحة نووية موثوقة.[50]